# Tanel Sokk
Tanel Sokk, (nacido el 20 de enero de 1985 en Tallin, Estonia) es un jugador de baloncesto estonio. Con 1.88 de estatura, su puesto natural en la cancha es el de base en las filas del BC Tallinna Kalev de la Latvian-Estonian Basketball League. Su padre Tiit y su hermano Sten-Timmu también han sido jugadores profesionales de baloncesto.

## Trayectoria
- Dalkia Nybit (2002-2006)
- BC Kalev/Cramo (2006-2014)
- Tartu Üllikool Rock (2014-2018)
- BC Kalev/Cramo (2018-2019)
- BC Tallinna Kalev (2019- )